# Fondazione Hirschfeld-Eddy
La Fondazione Hirschfeld-Eddy (Hirschfeld-Eddy-Stiftung) è stata creata nel giugno 2007 a Berlino. I diritti di l'Homme per i LGBT sono il cuore della sua missione. Fondata su un'iniziativa della Federazione dei Gay e Lesbiche in Germania (LSVD) che è una delle tre organizzazioni LGBT alle quali le Nazioni Unite hanno assegnato nel 2006 lo statuto di organizzazione consultiva presso il Consiglio economico e sociale delle Nazioni Unite (ECOSOC).